# Чури
Чури (санскр. churi, churika) — рыбацкий нож с изогнутым волнистым лезвием.

## Этимология
Наименование ножа восходит к санскритскому и встречается в ряде языков. В тибетском chu gri переводится как «водный нож»; на языке романи — «нож». Среди цыган, осевших на Британских островах прижилось название peg knife - «нож для колышков», поскольку цыгане им изготавливали прищепки для белья.

## Описание
Происходит от традиционного ножа индийских рыбаков, который используется для удаления чешуи и разделывания рыбы. Лезвие прикрепляется к деревянной основе так, что нож можно зажать между ногами и свободными руками держать скользкую рыбу. Внешне чури похож на традиционный непальский нож-кукри.
Клинок чури обычно выковывался из старого напильника, поэтому он отличался большой твёрдостью и хорошими эксплуатационными качествами.
Лезвие у чури сравнительно небольшого размера — от 7 до 10 сантиметров в длину, имеет характерную «лодкообразную» форму и особую «цыганскую» заточку с внутренней стороны как у серпа. Нож точится на обычных камнях, режущая кромка выравнивается на мелком, затем, одна сторона уже готовой режущей кромки несколькими движениями с сильным нажимом протачивается на очень грубом камне «обратным ходом» — обухом вперед. Затем очень мягкими движениями, на тонком камне, с другой стороны лезвия, «лезвием вперед». Полученный зубастый заусенец чуть обтачивается и «выставляется» в нужном направлении. Режущая кромка лезвия получается «пилообразной» в большей мере, чем обычно, очень острой, но очень быстро и тупится.
Рукоять чури — деревянная, воронкообразной или луковицеобразной формы, хорошо подогнанная под руку владельца ножа и обычно украшенная резным орнаментом, что повышает сцепление руки с рукоятью. Позднее появился и складной вариант чури, похожий на испанский нож-наваху. При нанесении резьбы нож крепко удерживали на колене, двигая лишь деревянный брусок.
Носили чури, прикрепив к колену или сапогу, хотя также известны случаи ношения ножа и на шее, видимо, на верёвке.
Чури использовали и для разнообразных работ в повседневной жизни цыганского лагеря, а также при конокрадстве — им очень удобно перерезать постромки у лошадей.

## Ритуалы
Цыганские шаманы — шувано использовали чури при своих магических ритуалах.
Считается, что чури становился неотъемлемым атрибутом каждого цыгана с 14 лет. Он сам должен бы смастерить нож, чтобы никогда впредь с ним не расставаться.
У цыган многих этногрупп существовал «запрет на железо». Это означало, что в драке цыган не имел право пускать в ход нож против соплеменника. Нарушитель такого запрета попадал под ритуальное осквернение и становился магирдо (неприкасаемым). Смысл этого обычая в том, что цыган и так мало. Если они будут друг друга резать, то это — преступление против цыганского народа в целом. Именно этот взгляд был отражён в сцене драки между цыганами на рынке в художественном фильме «Табор уходит в небо». Цыган имел право обороняться «железом» только если на него напали трое или более цыган, силы слишком неравны и его жизнь под угрозой.
Считалось, что именно цыгане придумали способ ведения схватки, когда нож постоянно перекидывался из одной руки в другую, дабы запутать противника, и впоследствии нанести непредсказуемый удар.